# Divertimento

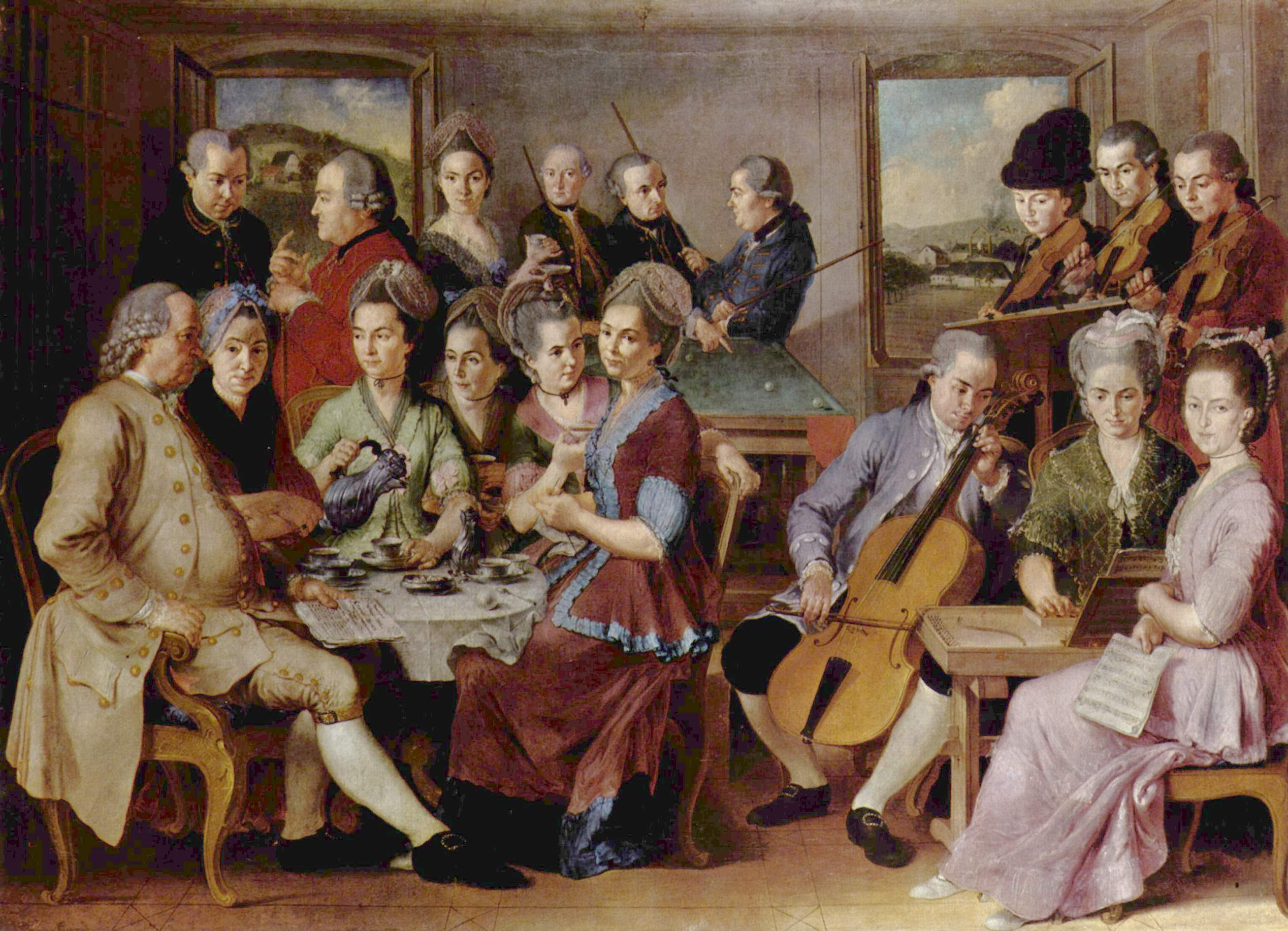
El divertimento en el estava compost per a petites agrupacions.

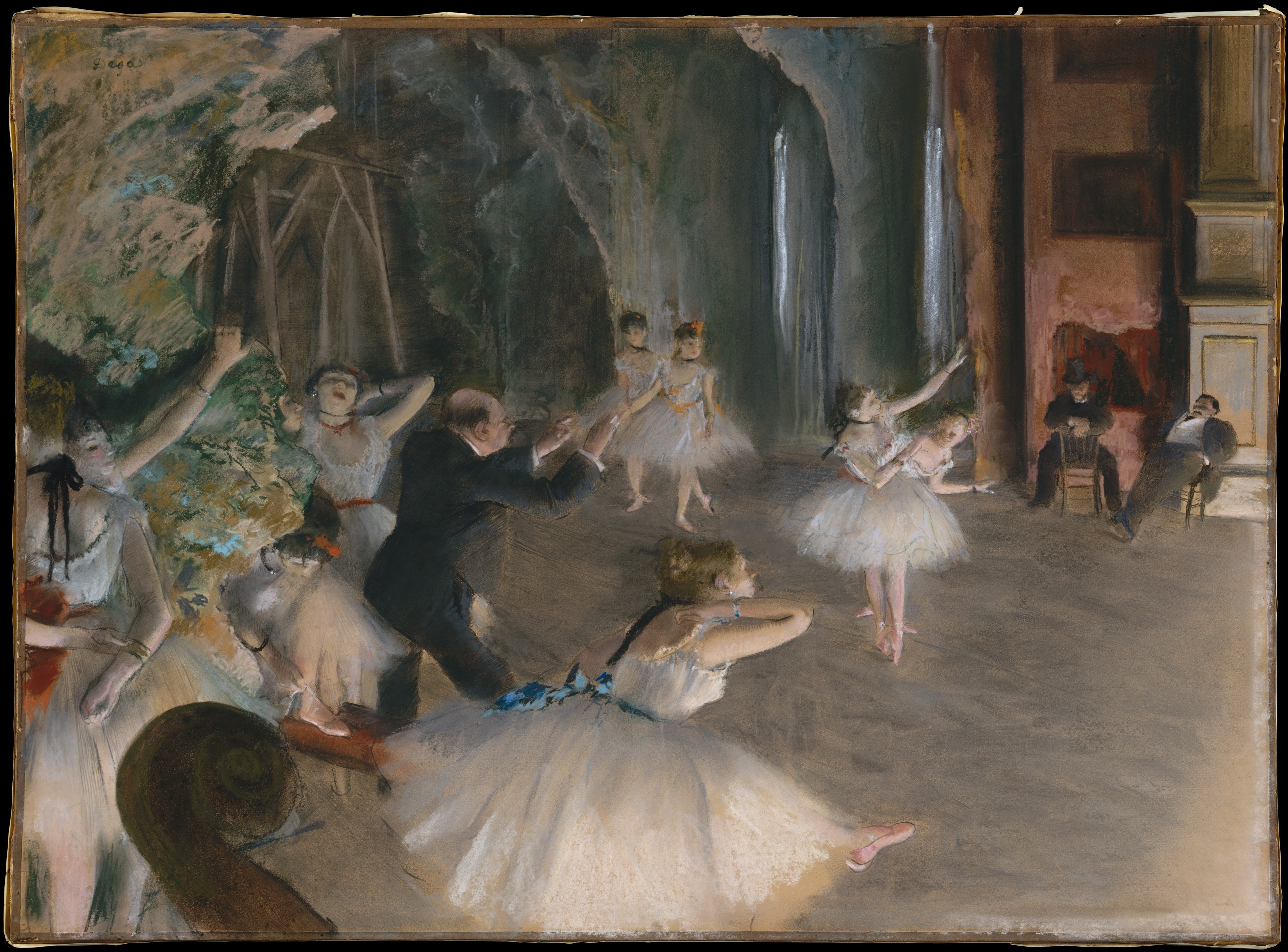
Divertissement continua fent-se servir en ballet

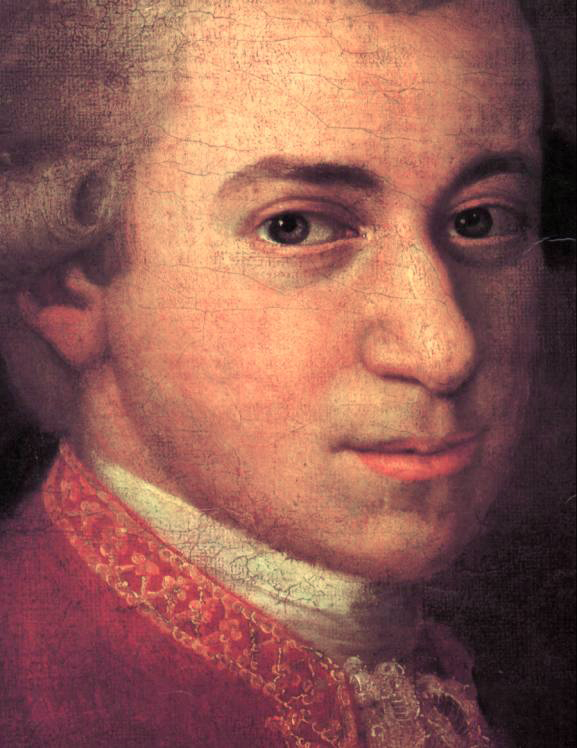
Wolfgang Amadeus Mozart (1780).

El divertimento és una forma musical que va ser molt popular durant el segle xviii, composta per a un reduït nombre d'instruments. Els divertimentos acostumaven a mostrar un estil despreocupat i alegre (en italià: divertimento significa 'diversió'). En francès s'anomenava divertissement, i el seu plural en italià era divertimenti.

## Descripció
És una composició musical de forma similar a la suite, i igual que aquesta, estava formada per moviments de dansa, encara que més curts i simples, i més lliures en el seu conjunt.
Coincideix amb la serenata, nocturn, o cassació, donant-los de vegades sense fer diferència un nom o un altre.
El nombre de moviments que conté és variable, no està especificat, entre 5 i 9, encara que hi ha exemples de fins a 13 moviments.
En coincidir la seva aparició amb el declivi de la suite, va prendre molts aspectes d'ella.
Estava composta per a un nombre reduït d'instruments, de vegades únic instruments de vent, i també per a trios, quartets o quintets.
Hi ha casos de divertimentos dedicats a instruments solistes o a orquestres de cambra.
De vegades també van constar per a música vocal amb acompanyament –com els divertimentos de Nicolas Bernier, 1718 - 1723–, o específicament per a instrument de tecla, que amb freqüència es van designar amb el nom de Partitas.
Molts historiadors de la música consideren que Haydn va usar el divertimento com a figura de transició per a la fixació del quartet de corda a la seva forma clàssica i per a la sonata.

## Composicions
Luigi Boccherini va ser un dels primers compositors d'aquesta forma musical 
(Divertimenti per a flauta i cordes, KV. 461, 464-466 i 
3 divertimenti per a 2 violins, flauta, viola, dos violoncels i contrabaix, Op. 16), 
però van ser Haydn i Mozart els qui més van utilitzar aquest tipus de composició.
Haydn va compondre desenes de divertimentos. Entre ells: 
- Divertimento en do per a quintet de vent
- Divertimento per a cordes núm. 1
- Divertimento per a viola d'amor, viola i violoncel
- Divertimento núm. 6 per a flauta, violí i violoncel.

Exemples de divertimentos de Mozart: 
- Divertimentos KV 136, 137 i 138

Cinc divertiments KV 439b per a tres corni di bassetto
Divertimento per a orquestra de corda en fa major
Divertimento per a violí, viola i violoncel en mi bemoll major, K 563
Divertimento núm. 1 en fa major KV 213 
Divertimento núm. 2 en si major KV 240 
Divertimento núm. 3 en mi bemoll major KV 252 
Divertimento núm. 4 en fa major KV 253 
Divertimento núm. 5 en si major KV 270 per a dos oboès, dos fagots, i dos corns.
Durant el segle xix, aquesta forma va decaure amb gran rapidesa, encara que les reminiscències del divertimento van romandre, tímidament, entre alguns compositors de la primera època romàntica, com Beethoven i Schubert, però van ser fets aïllats i la realitat és que pràcticament va desaparèixer.
Al segle xx, alguns compositors han titulat les seves obres amb el rètol de divertimento, encara que amb diferències a la forma emprada durant el segle xviii, com per exemple 
- Béla Bartók (Divertimento per a orquestra de corda, 1939)
- Ígor Stravinski (Divertimento, 1943 amb revisió el 1949)
- Montsalvatge (3 divertimenti per a piano, 1940)
- César Guerra-Peixe (Divertimento núm. 2, 1947)
- Mestres-Quadreny (Divertimento La Ricarda, 1962)
- Marlos Nobre (Divertimento per a piano i orquestra, 1963).
- Hans Werner Henze (Divertimenti, música per a entreactes de la seva òpera Der Junge Lord, de 1964)
- Carles Santos (Divertimento núm. 1, 1977)
- Leonard Bernstein (Divertimento per a orquestra, 1980)